# Die Legende von Pinocchio
Die Legende von Pinocchio (Originaltitel: The Adventures of Pinocchio) ist ein Familienfilm aus dem Jahr 1996 von Steve Barron. In den Hauptrollen sind Martin Landau als Geppetto und Jonathan Taylor Thomas als Pinocchio erst zu hören und am Ende des Films zu sehen. Die Verfilmung basiert vage auf Auszügen aus dem Roman von Carlo Collodi, der 1905 erschien. Der Film startete am 3. Oktober 1996 in den deutschen Kinos.

## Handlung
Der junge Geppetto schnitzt in eine Pinie ein Herz mit seinen und Leonas Initialen hinein, da er sich in sie verliebt hat. Als er fertig und gegangen ist, wird dieser Baum durch einen Blitz getroffen. Jahre später landet dieses Stück beim Einsammeln vor Geppettos Füßen. Wieder zu Hause angekommen will er mit diesem Stück das Haus heizen. Doch statt sich auf der Glut zu entzünden, springt der Baumstumpf aus dem Kamin heraus und landet vor Geppetto. Daraufhin schnitzt er die ganze Nacht lang die Marionette, die er nach Fertigstellung Pinocchio tauft. Als er sich in der Badewanne befindet, erwacht Pinocchio zum Leben und folgt seinem Vater. Noch bevor Geppetto dies richtig realisieren kann, haut Pinocchio ab und läuft auf den Dächern der Stadt umher. Geppetto versucht diesen einzufangen und kann ihn erst einfangen, als dieser vom Dach gefallen ist. Daraufhin bekommt er Kleidung von Leona für Pinocchio geschenkt. Dies wird von Felinet und Volpe beobachtet, die diese Information an Lorenzini, der ein Puppentheater besitzt, weitertragen, um Geld zu machen.
Wieder zu Hause angekommen, taucht Lorenzini auf und will die Puppe kaufen, doch Geppetto lehnt ab und in diesem Verkaufsgespräch reißt Pinocchio wieder aus und folgt einer Gruppe von Jungen in die Schule. In der Schule wird Pinocchio von zwei Kindern geärgert und setzt sich zur Wehr. Auf die Nachfrage, ob er einen Mitschüler geschlagen habe, belügt Pinocchio den Lehrer mehrfach, woraufhin seine Nase immer weiter wächst. Am Ende wird er dafür des Klassenzimmers verwiesen. Auf dem Heimweg kommt er bei der Bäckerei an und probiert an sämtlichen Kuchen und verursacht eine größere Sauerei, sodass er und sein Vater Geppetto verhaftet und angeklagt werden. Da Geppetto die Strafe nicht zahlen kann, droht ihm das Gefängnis, doch Lorenzini bietet sich an das Geld an die Bäckersfamilie zu bezahlen, wenn er die lebendige Puppe erhält. Mit schwerem Herzen willigt Geppetto ein und Pinocchio arbeitet fortan im Puppentheater als Hauptrolle. Bei der ersten Aufführung verursacht Pinocchio aber einen Brand, weil er die alten Puppen von seinem Vater retten will und flüchtet. Mit einer Gruppe von Jungen wird er zu einem geheimen Ort gebracht, wobei sich die Kinder in Esel verwandeln und durch Lorenzini an einen Zirkus verkauft werden. Als Pinocchio dies bemerkt und es den anderen Kindern mitteilen will, glaubt ihm keiner, bis er Lorenzini in das Wasser, welches die Verzauberung auslöst, stößt und sich dieser in einen Wal verwandelt.
Als die Kinder wieder nach Hause kommen, bemerkt Pinocchio, dass sein Vater nicht mehr da ist, und erfährt, dass dieser ihn auf dem Meer sucht. So begibt sich Pinocchio nun auf die Suche nach seinem Vater und wird dabei vom verwandelten Lorenzini verschluckt. Im Magen angekommen trifft er auf seinen Vater und beide können aus dem Maul entkommen, da Pinocchio immer weiterlügt und dadurch eine Öffnung für sich und seinen Vater schafft. Wieder am Ufer angekommen, verwandelt sich Pinocchio zu einem Jungen.

## Produktion
Die Legende von Pinocchio wurde mit einem geschätzten Budget von 25 Mio. US-Dollar von New Line Cinema produziert. Der Film spielte weltweit über 15 Mio. US-Dollar ein.
Die Filmaufnahmen entstanden in Český Krumlov, Prag und im Prager Stadtteil Troja, auf dem Anwesen des Schloss Troja in der Tschechischen Republik. Die Aufnahme, in der die Kinder mit der Kutsche durch den Wasserfall fahren, wurden im County Durham, England aufgenommen.

## Unterschiede zum Roman
- Die Fee, die dem Holzstamm Leben einhaucht, wird weder gezeigt noch erwähnt. Eine ähnliche Funktion erfüllt Leona.
- Den Holzstamm, aus dem Pinocchio geschnitzt wird, findet Gepetto selbst und er wird nicht vom Tischlermeister Antonio gebracht.
- Die Puppe wird nicht vom Puppentheater abgelenkt, sondern vom Besitzer gekauft (ähnlich wie die Disney-Version).
- Die Grille stirbt nicht beim ersten Aufeinandertreffen (zeichnet sich im ganzen Film allerdings durch geisterhafte Immunität vor Schaden aus). Auch wird sie mehr und mehr zum Running Gag ohne Einfluss auf die Handlung.
- Pinocchio sucht am Ende des Films nach seinem Vater und nicht wie im Roman in der Mitte der Geschichte.
- Pinocchio wird nicht weiterverkauft und auch nicht versucht zu töten. Alles Übernatürliche wird nachträglich "rationalisiert".
- Im Walbauch treffen sich Geppetto und Pinocchio nicht zufällig, da letzterer gezielt nach seinem Vater im Meer gesucht hat.
- Die drei Bösewichte des Romans – Feuerfresser, Kutscher & Meeresungeheuer –  wurden zu der Hauptfigur des teuflischen, Chilifressenden Lorenzini verschmolzen.
- Die Esel werden am Ende befreit und werden wieder zu normalen Kindern.
- Das Gaunerpärchen Volpe und Felinet stehen für den Fuchs & die Katze. Die Rollen wurde vertauscht, nun ist Die Katze die schlaue Pläneschmiederin und der Fuchs der Einfältige Handlanger.

## Fortsetzung
Im Jahr 1999 erschien unter der Regie von Michael Anderson die Fortsetzung Die neuen Abenteuer des Pinocchio. Martin Landau und Udo Kier spielten in diesem Werk ihre Rollen aus dem vorherigen Film. Jonathan Taylor Thomas wurde durch Gabriel Thomson in der Rolle des Pinocchios ersetzt und als Blaue Fee ist Gemma Gregory zu sehen.

## Kritik
Das Lexikon des internationalen Films bezeichnet den Film als "formal spannende[s], inhaltlich aber enttäuschende[s] Medienprodukt, das unreflektiert Elemente einer schwarzen Pädagogik transportiert." Es resümiert: "Zugunsten spektakulärer Fantasy-Elemente wird die emotionale Entwicklungsgeschichte der Gliederpuppe in den Hintergrund gedrängt."